# Provincia di Teramo
La provincia di Teramo è una provincia italiana dell'Abruzzo di 299 549 abitanti con una superficie di 1 954,38 km², la terza della regione per estensione. Confina a nord con le Marche (provincia di Ascoli Piceno), a est con il mare Adriatico, a sud con la provincia di Pescara, a ovest con la provincia dell'Aquila e con il Lazio (provincia di Rieti).

## Geografia fisica

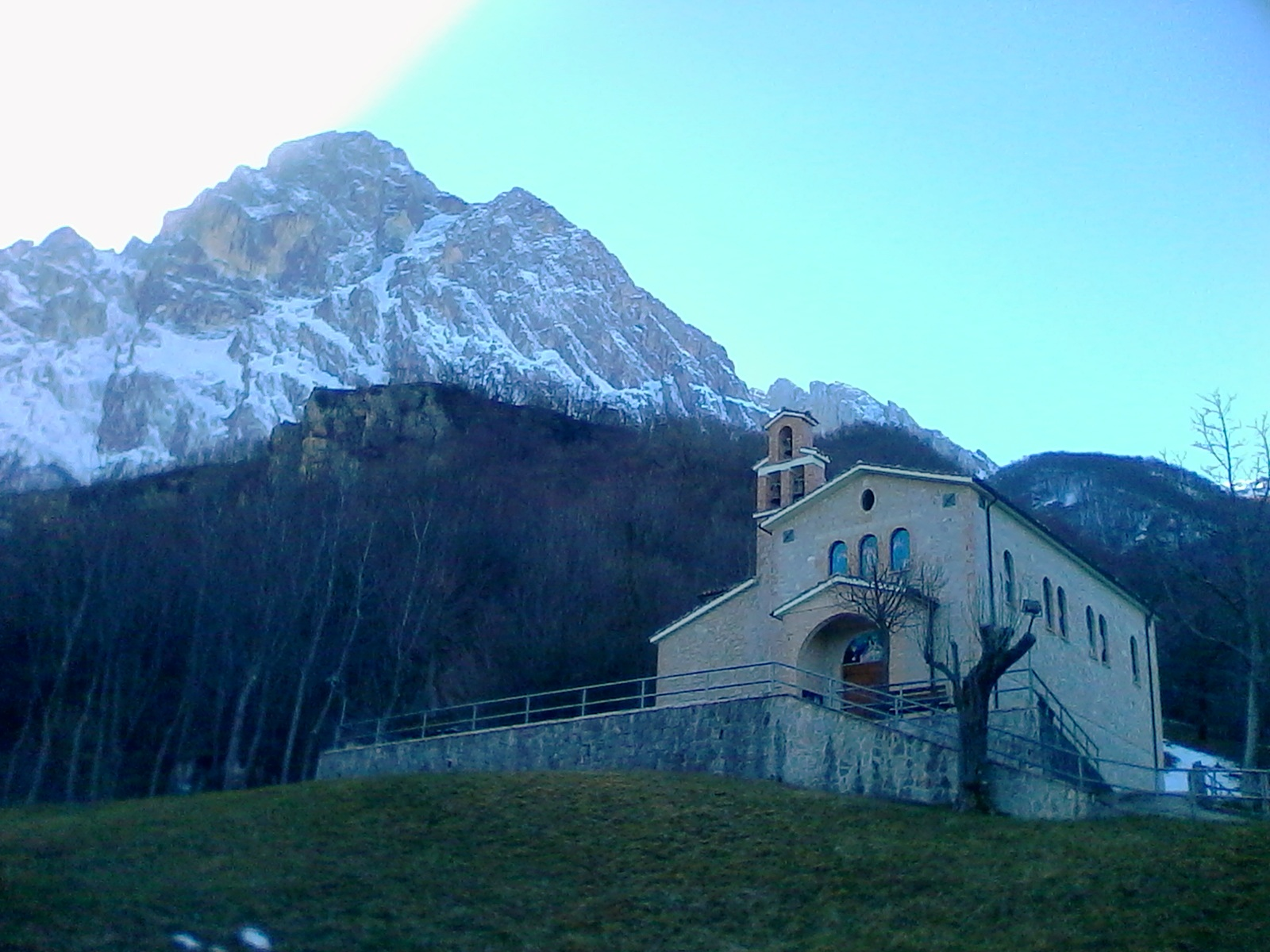
La chiesa di santa Maria Delle Grazie di Casale San Nicola, e sullo sfondo il Corno Grande

Il territorio provinciale di 1949 km² è suddiviso in 47 comuni, e i più popolosi ed importanti, oltre al capoluogo Teramo, sono Roseto degli Abruzzi e Giulianova.
La caratteristica principale del territorio della provincia di Teramo è la vasta area collinare, che dal versante orientale dell'Appennino abruzzese e da vallate digrada gradualmente fino alla costa adriatica.
Due dei più importanti rilievi dell'arco appenninico, il Gran Sasso e il massiccio della Laga, contornano la provincia: il primo segna il confine occidentale, raggiungendo i 2912m di altezza nella cima del Corno Grande. Nello stesso massiccio si trova il ghiacciaio del Calderone. Alle spoglie pareti del Gran Sasso si contrappone la diversa morfologia dei monti della Laga, all'estremo nord della provincia, alternata da boschi, gole e cascate. Al confine con le Marche sorgono i cosiddetti Monti Gemelli.
La maggior parte del territorio provinciale è collinare, diviso da diverse valli, fra cui le maggiori sono la Valle del Tordino, la Valle del Vomano, la Val Vibrata e la Valle del Piomba.
La costa adriatica è punteggiata dalle cittadine balneari della provincia, Martinsicuro, Alba Adriatica, Tortoreto, Giulianova, Roseto degli Abruzzi, Pineto, Silvi, inframmezzate da ambienti naturali spesso protetti come l'area marina protetta Torre del Cerrano.

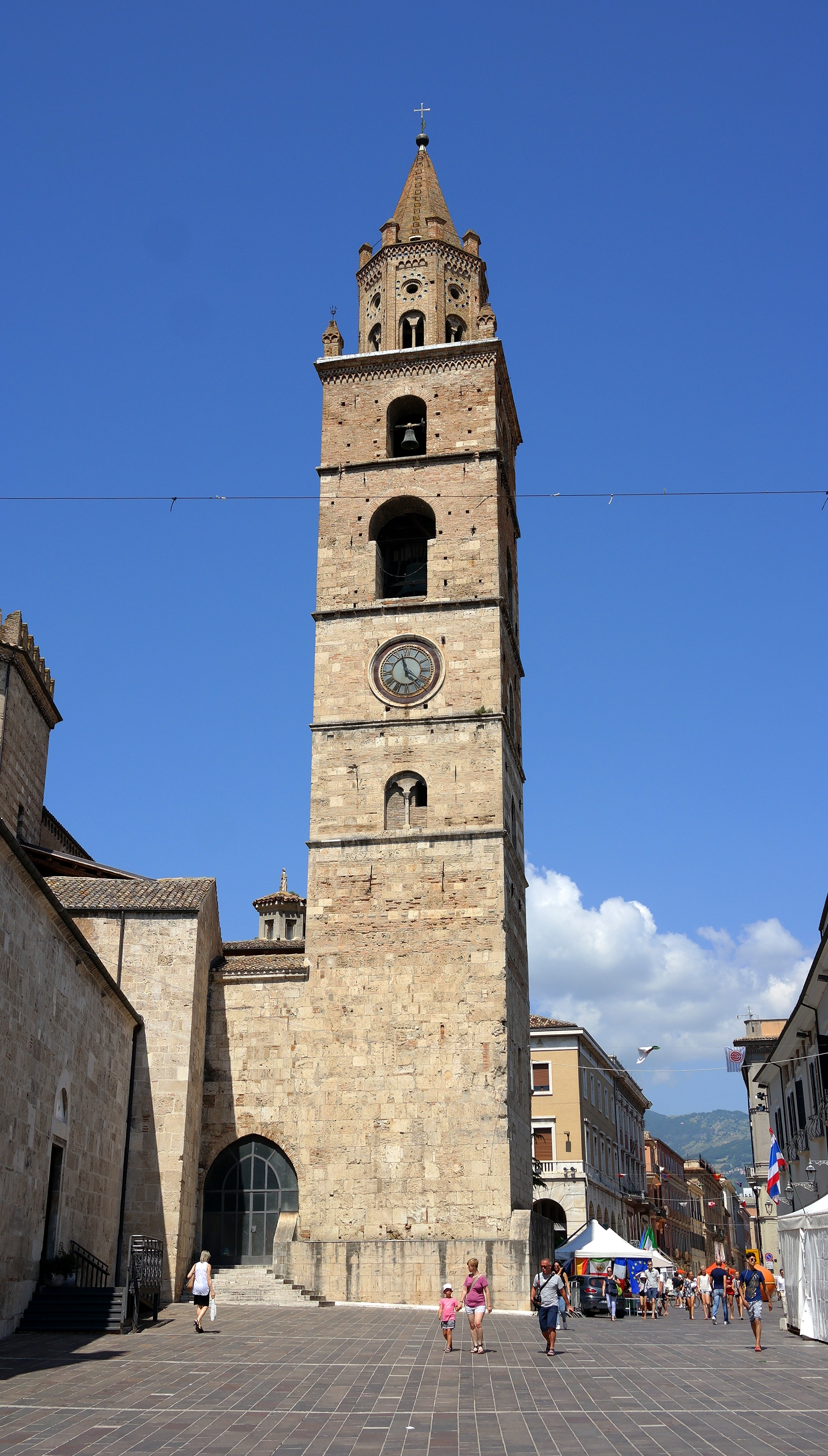
La torre del duomo di Teramo

## Storia

### Antichità
I popoli antichi più importanti vissuti nell'attuale territorio provinciale furono i Piceni, i cui territori si estendevano per buona parte delle Marche, e i Pretuzi. Tutta la provincia sarà infatti in seguito inserita nella Regio V Picenum, separata dalla Regio IV del Sannio, che comprendeva il resto dell'attuale Abruzzo e molti territori campani e molisani, dal fiume Saline, dimostrando la contiguità culturale fra i Piceni del teramano e quelli marchigiani.
Le circa diecimila tombe individuate nella necropoli di Campovalano (utilizzata dalla fine del X secolo a.C. al III secolo a.C.), testimoniano la loro presenza picena in questi luoghi.
Secondo numerosi studiosi, il nome del Mare Adriatico deriverebbe dall'antico nome della città di Atri (Hadria, poi Hatria).

### Medioevo ed età moderna
Nel Medioevo l'agro Teramano fu occupato dai Bizantini e Longobardi; molti toponimi di centri grandi e minuscolo, spesso frazioni, come Garrufo di Sant'Omero, o Sant'Atto di Teramo, stando alle ipotesi dello storico locale Niccola Palma e Giovanberardino Delfico, deriverebbero proprio dalla presenza longobarda. Teramo diventa sede di una delle prime diocesi dell'Abruzzo, stante nell'ex chiesa cattedrale di Santa Maria Aprutiense, attuale chiesa di Sant'Anna, cambiando sede nel XII secolo perché la città viene assediata e distrutta dal conte normanno Roberto di Loretello.
Viene dal VII secolo definita una contea di Aprutio, che darò il nome dal XIII secolo a tutto il Giustizierato d'Abruzzo voluto da Federico II di Svevia, e riconosciuto poi nel 1273 da Carlo I d'Angiò; il territorio dell'x contea aprutina rappresenta pressappoco il territorio dell'attuale provincia di Teramo. Nel XIII secolo inizia a costituirci il ducato di Atri, piccolo stato feudale con capitale Atri, i cui signori Acquaviva cercheranno sino al XVI secolo di avere il potere su Teramo.
Sostanzialmente i territori della contea non cambiano, Teramo diventa seconda sede del giustiziere regio del Regno di Napoli, dopo L'Aquila, e la città con il suo contado mantiene uno status di libertà nel Regno sino all'arrivo degli Spagnoli, quando la città viene infeudata a Giovanna d'Aragona. In occasione della guerra del Tronto per il prezzo del sale, e del fenomeno costante del brigantaggio negli Abruzzi, a Teramo viene istituito un tribunale speciale del regno, distaccandolo da quello dell'Aquila, sicché i cittadini ne approfittano per avere a Teramo una sede di capoluogo dell'Abruzzo Ulteriore, troncone settentrionale dell'attuale regione che era stato diviso già nel 1273 da Carlo d'Angiò, differenziandolo dall'Abruzzo Citeriore con capoluogo Chieti.
La giurisdizione di capoluogo per il secondo troncone dell'Abruzzo Ulteriore, per Teramo, sarà riconosciuta con l'arrivo dei francesi di Napoleone Bonaparte nel Regno di Napoli.

### Teramo e l'Abruzzo Ulteriore I
Nel 1806, il territorio della provincia, nell'ambito del riordino amministrativo del territorio del regno di Napoli decretato dal re Giuseppe Bonaparte, assunse il nome di Abruzzo Ulteriore Primo distaccandosi dall'Abruzzo Ulteriore, il cui territorio rimanente, coincidente alla provincia dell'Aquila, fu ridenominato Abruzzo Ulteriore Secondo.
Dal 1806 al 1861 l'ente fu suddiviso nei distretti di Penne e Teramo. Nel 1852 venne annesso alla provincia il comune di Ancarano, prima appartenente alla legazione delle Marche.

### Dopo l'Unità d'Italia
L'unità italiana non andò a modificare l'assetto amministrativo del territorio, i cui distretti vennero riconfermati nei nuovi circondari di Penne e Teramo. Nel 1927, in seguito all'istituzione della provincia di Pescara, verrà ceduta alla nuova provincia l'area Vestina (ovvero il circondario di Penne ad eccezione del mandamento di Bisenti, che resterà teramano), ridimensionando notevolmente territorio e demografia provinciali.

### Seconda guerra mondiale
Durante la guerra, il teramano è sede di alcuni campi di internamento, come quello di Tossicia, di Nereto, di Isola del Gran Sasso, Civitella del Tronto e Corropoli, per prigionieri di guerra ed ebrei. I campi vengono sciolti nel 1943, quando avviene l'occupazione nazista delle città. Teramo non subisce gravi danni durante i bombardamenti alleati, nella provincia si verificano azioni di sabotaggio da parte dei civili e patrioti contro i tedeschi, che culminano anche in guerriglie, come nell'episodio più significativo della battaglia di Bosco Martese in località Cermone di Rocca Santa Maria.
Dopo la liberazione, la provincia conosce un rapido incremento economico, con l'industrializzazione della valle del Vibrata e del Tronto, e con il rilancio del turismo balneare presso i centri della costa adriatica.

## Società

### Qualità della vita
| Anno | Qualità della Vita (Il Sole 24 Ore) | Qualità della Vita (Italia Oggi) |
| ---- | ----------------------------------- | -------------------------------- |
| 2003 | 83º                                 | 105º                             |
| 2004 | 70º (-13)                           | 85º (-20)                        |
| 2005 | 86º (-16)                           | 99º (-14)                        |
| 2006 | 72º (+14)                           | 84º (+15)                        |
| 2007 | 73º (-1)                            | 79º (+5)                         |
| 2008 | 69º (+4)                            | 88º (-9)                         |
| 2009 | 59º (+13)                           | 60º (+28)                        |
| 2010 | 73º (-14)                           | 62º (-2)                         |
| 2011 | 69º (+4)                            | 66º (-4)                         |
| 2012 | 62º (+7)                            | 61º (+5)                         |
| 2013 | 73º (-11)                           | 61º (-)                          |
| 2014 | 72º (+1)                            | 27º (+34)                        |
| 2015 | 71º (+1)                            | 52º (-27)                        |
| 2016 | 76º (-5)                            | 78º (-26)                        |
| 2017 | 60º (+16)                           | 53º (+25)                        |
| 2018 | 53º (+7)                            | 40º (+13)                        |
| 2019 | 56º (-3)                            | 54º (-14)                        |
| 2020 | 76º (-20)                           | 57º (-3)                         |
| 2021 | 68º (+8)                            | 60º (-3)                         |
| 2022 | 68º (-)                             | 64º (-4)                         |
| 2023 | 58º (+10)                           | 61º (+3)                         |

## Cultura

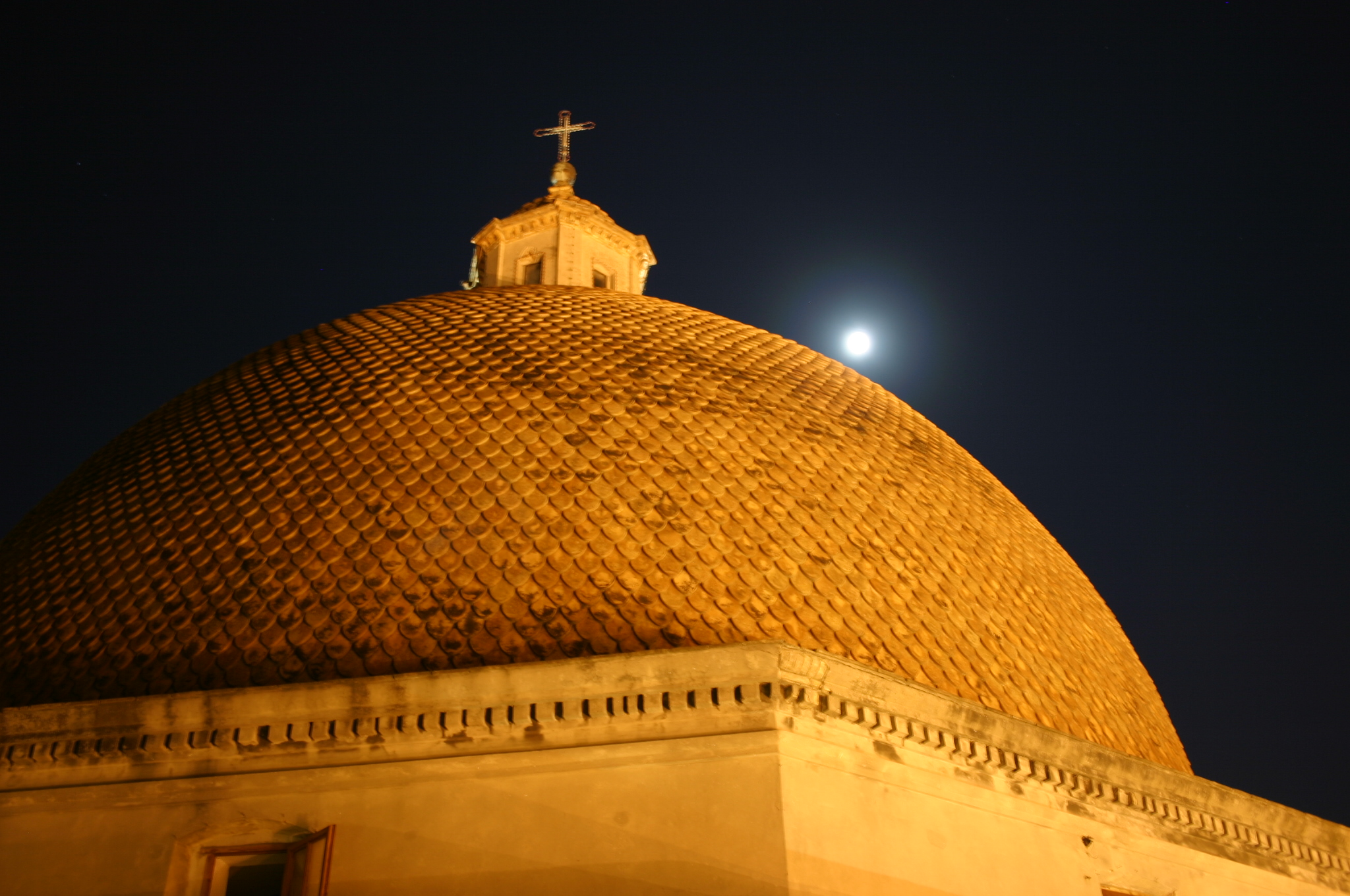
La cupola del duomo di Giulianova

I centri con le maggiori testimonianze culturali, in aggiunta ai numerosi borghi spesso ancora di aspetto medievale, sono le località di Civitella del Tronto, Atri, Giulianova, Campli, Castelli e Teramo. La prima venne detta "civitas fidelissima", l'ultima fortezza del regno borbonico a resistere all'esercito del già proclamato Regno d'Italia.
L'antica Atri è una città d'arte ben conservata, il cui passato è testimoniato dalla basilica romanica di Santa Maria Assunta, dal quattrocentesco palazzo ducale e dal trecentesco auditorium civico di Sant'Agostino. La cittadina fu sede del ducato di Atri, governato dalla famiglia Acquaviva.
Giulianova, che dalla fine dell'Ottocento si sviluppa in massima parte sulle rive del mare, conserva il centro antico sul colle retrostante; la città di origini romane venne ricostruita dal duca Giulio Antonio I Acquaviva d'Aragona nel 1470, secondo un piano urbanistico aggiornato alle idee architettoniche più avanzate dell'epoca ed ispirato ad una città ideale.
Il centro storico di Campli, conservato pressoché integralmente, ospita i monumenti maggiori della chiesa di Santa Maria in Platea e del Palazzo Farnese o del Parlamento e la Scala Santa.

### Teatri
- Teatro di Atri
- Teatro comunale di Teramo
- Teatro Kursaal di Giulianova
- Teatro Officina dell'arte di Roseto degli Abruzzi
- Teatro comunale di Pineto

## Economia

### Industria
Il cuore economico è la Val Vibrata sede di grandi gruppi nazionali e internazionali.
A Castellalto ha sede l'industria dolciaria Gelco, e a Pineto hanno sede aziende del mobile come la Aran o dei prefabbricati come ItalPrefebbricati.
A Isola del Gran Sasso l'industria dolciaria Lazzaroni.
Nel capoluogo è prevalente l'impiego pubblico, ma insistono anche aziende per la lavorazione dell'alluminio e della componentistica del comparto automotive a Sant'Atto.
Nel distretto agroalimentare di Mosciano Sant'Angelo sono presenti gruppi internazionali come Amadori e l'ex GIS Gelati.

### Agricoltura e Pesca
Nell'economia agricola provinciale prevalgono la produzione dell'olio e la vitivinicoltura, con il vino DOCG delle Montepulciano d'Abruzzo Colline Teramane. Diversi gli allevamenti di suini, avicoli, bovini e ovini  la pastorizia fino alla metà del Novecento caratterizzava i territori montani e ne veicolava lo sviluppo, si è col tempo drasticamente ridotta, perdendo quasi del tutto il carattere mobile della transumanza.
Sulla costa il porto di Giulianova e altri approdi minori del litorale garantiscono una buona produzione di pescato in tonnellaggio.

### Turismo
La provincia ospita il 70% dei pernottamenti totali della regione; il litorale è basso e sabbioso ed è sfruttato per quasi la sua totalità da attività per il turismo balneare.

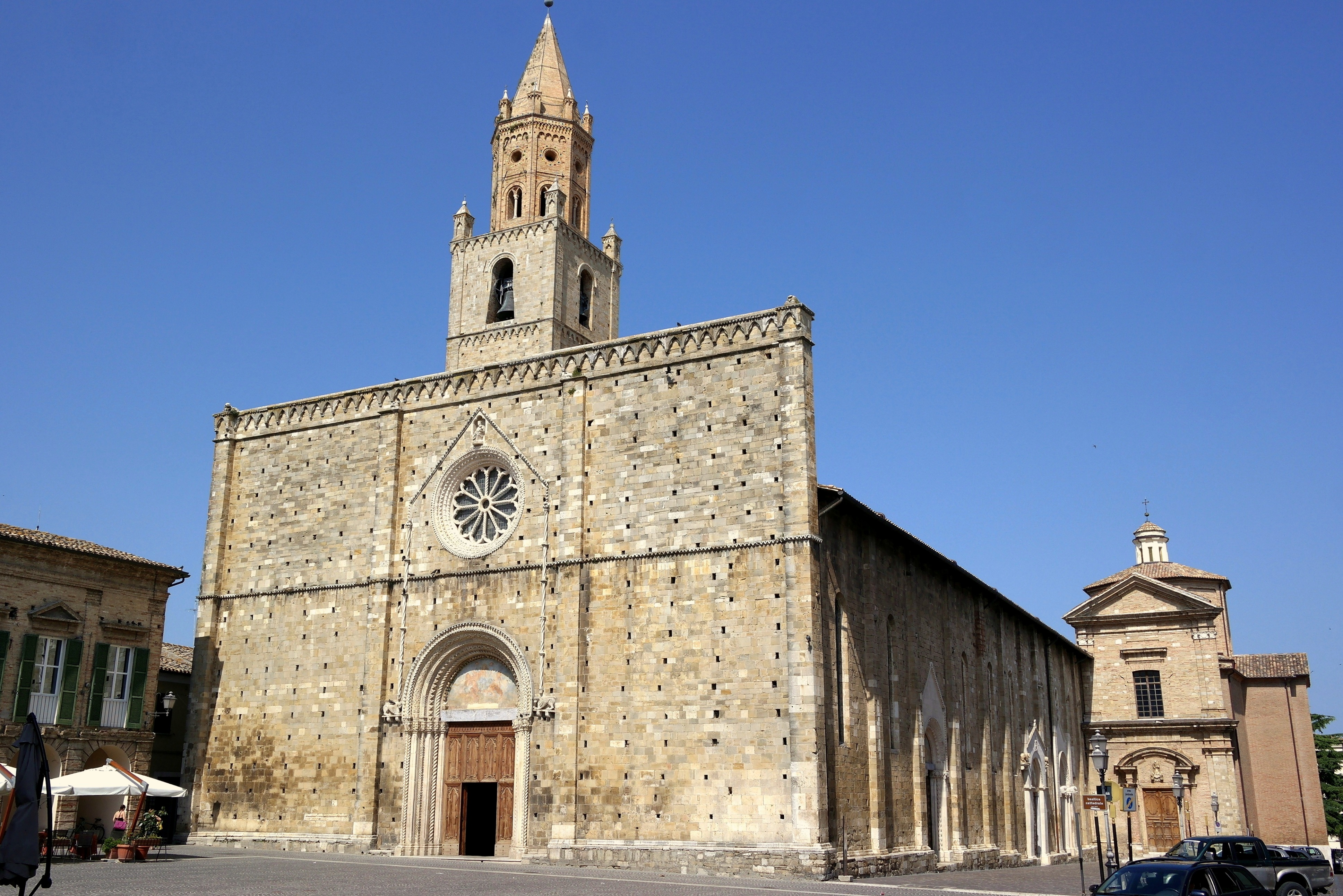
La basilica di Santa Maria Assunta di Atri

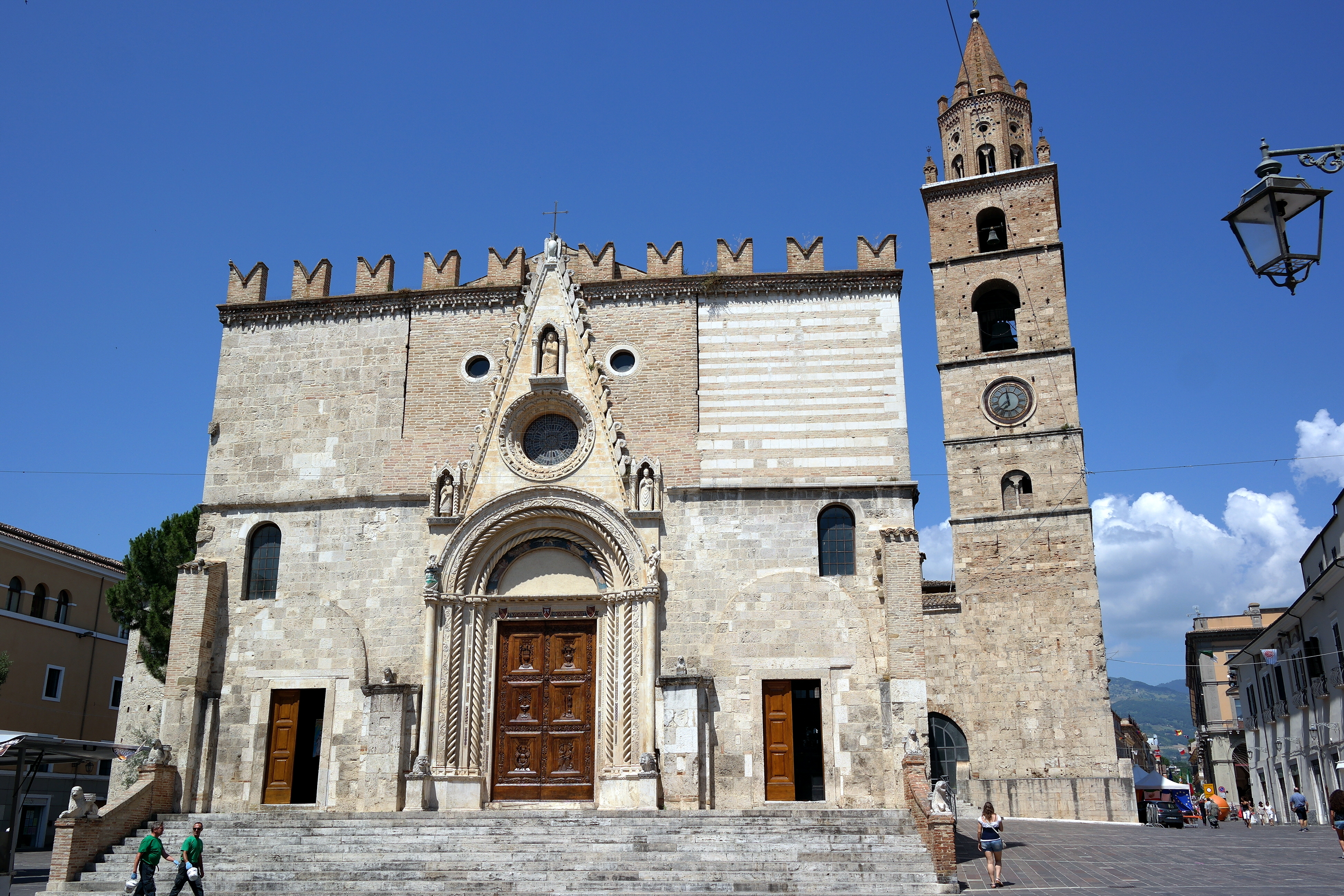
Il duomo di Teramo

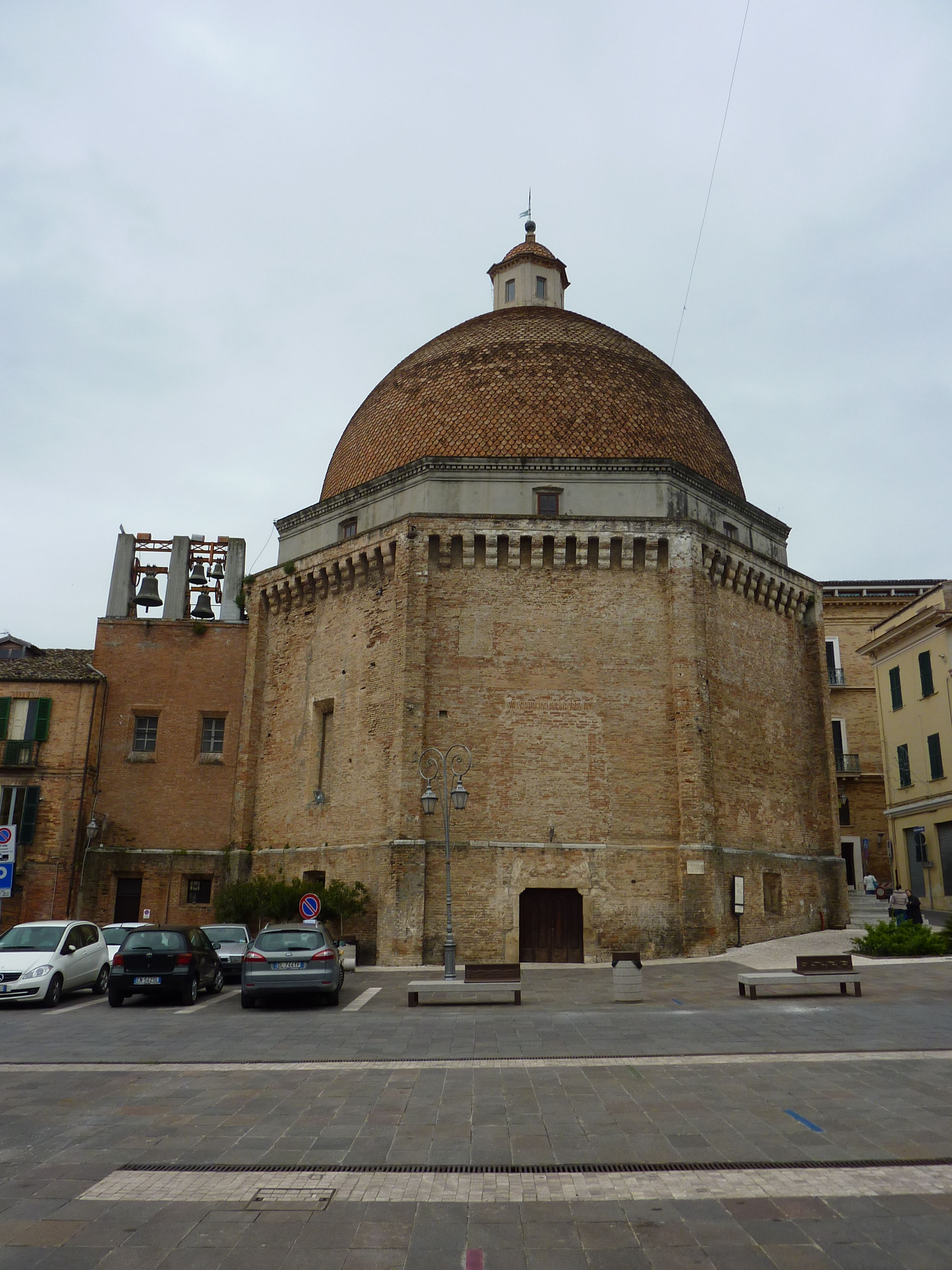
Il duomo di Giulianova

Lista parziale dei luoghi di interesse storico ed artistico:
- Centro storico di Teramo
- Centro storico di Atri
- Centro storico di Giulianova
- Borghi medievali-rinascimentali di Campli, Civitella del Tronto, Tortoreto Alto, Castelbasso, Colonnella, Castelli, Pietracamela, Tossicia, Mosciano Sant'Angelo
- Le chiese di Teramo, di cui si ricordano il Duomo di Santa Maria Assunta, la chiesa di San Francesco e Sant'Antonio, la chiesa di Sant'Agostino, la chiesa di Santo Spirito, il santuario della Madonna delle Grazie, la chiesa di Sant'Anna, la chiesa di San Domenico, la chiesa di Santa Caterina martire
- Le chiese di Atri, di cui si ricordano la Basilica concattedrale di Santa Maria Assunta, le chiese di Santa Reparata, Sant'Agostino, San Domenico, San Nicola, la chiesa delle Clarisse, il monastero di Santo Spirito
- Il borgo di Campli con la collegiata di Santa Maria in Platea, la chiesa di San Francesco, la chiesa di San Giovanni di Castelnuovo, il monastero di San Bernardino
- Il borgo di Civitella del Tronto, con le chiese di San Francesco, San Lorenzo a Porta Napoli, l'abbazia di Santa Maria in Montesanto, il santuario di Santa Maria dei Lumi, la fortezza di Civitella del Tronto
- Il centro storico rinascimentale di Giulianova Alta, la "città ideale" costruita nel 1478 dal duca di Atri Giulio Antonio Acquaviva, con al centro della piazza il duomo di San Flaviano, la chiesa di Sant'Anna, la chiesa di Sant'Antonio dei Francescani, il monumento a Vittorio Emanuele, la chiesa e convento di Santa Maria dello Splendore, la conta fortificata di torri con museo archeologico nel torrione "Il Bianco", la chiesa romanica di Santa Maria a Mare

### Musei
Tra i musei presenti nel territorio, vi sono il museo archeologico di Teramo, la pinacoteca civica di Teramo, il museo capitolare archeologico di Atri, il museo delle armi nella fortezza di Civitella del Tronto, il museo delle ceramiche di Castelli e il museo archeologico e la pinacoteca civica Vincenzo Bindi di Giulianova .

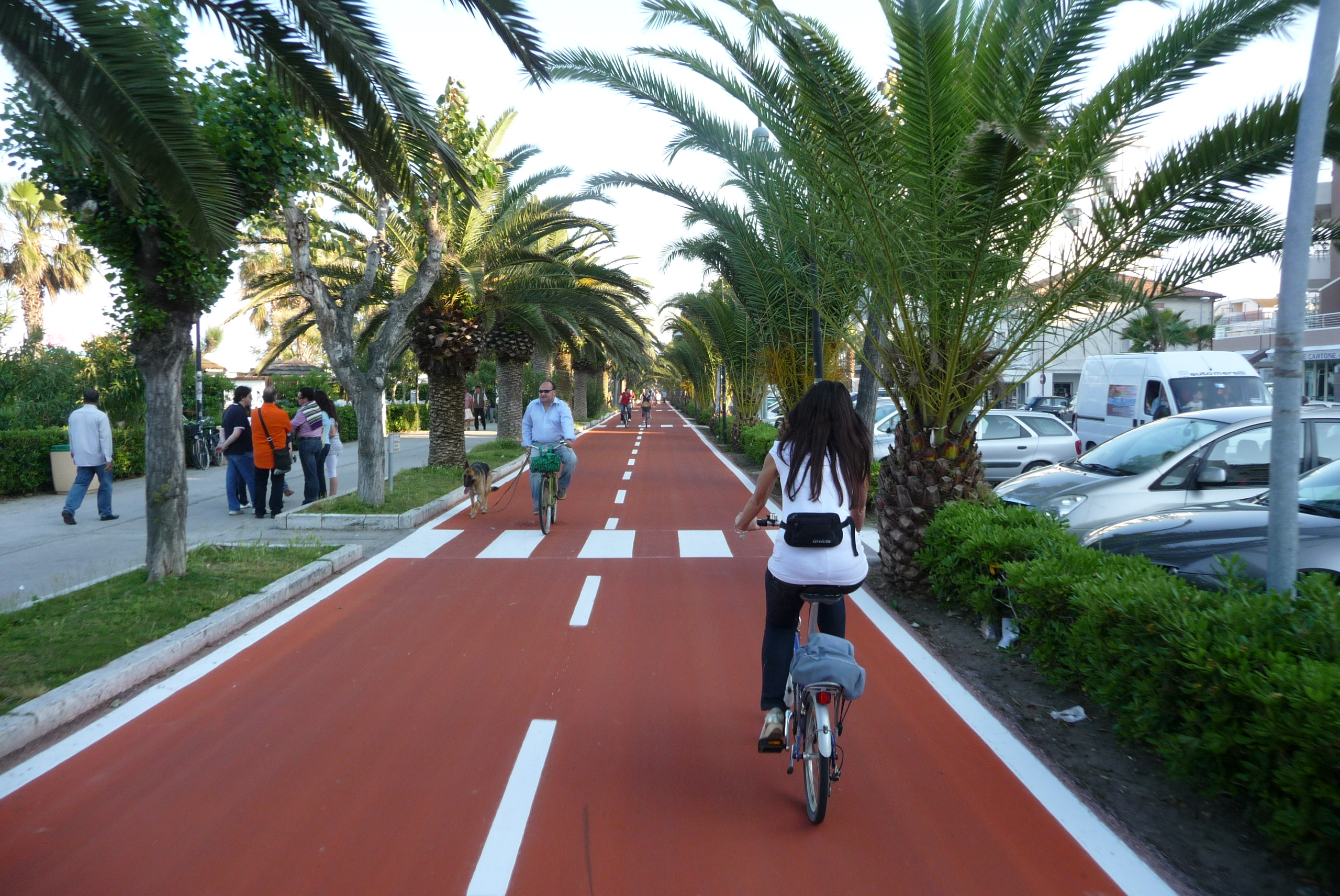
La Ciclovia Adriatica ad Alba Adriatica

## Infrastrutture e trasporti

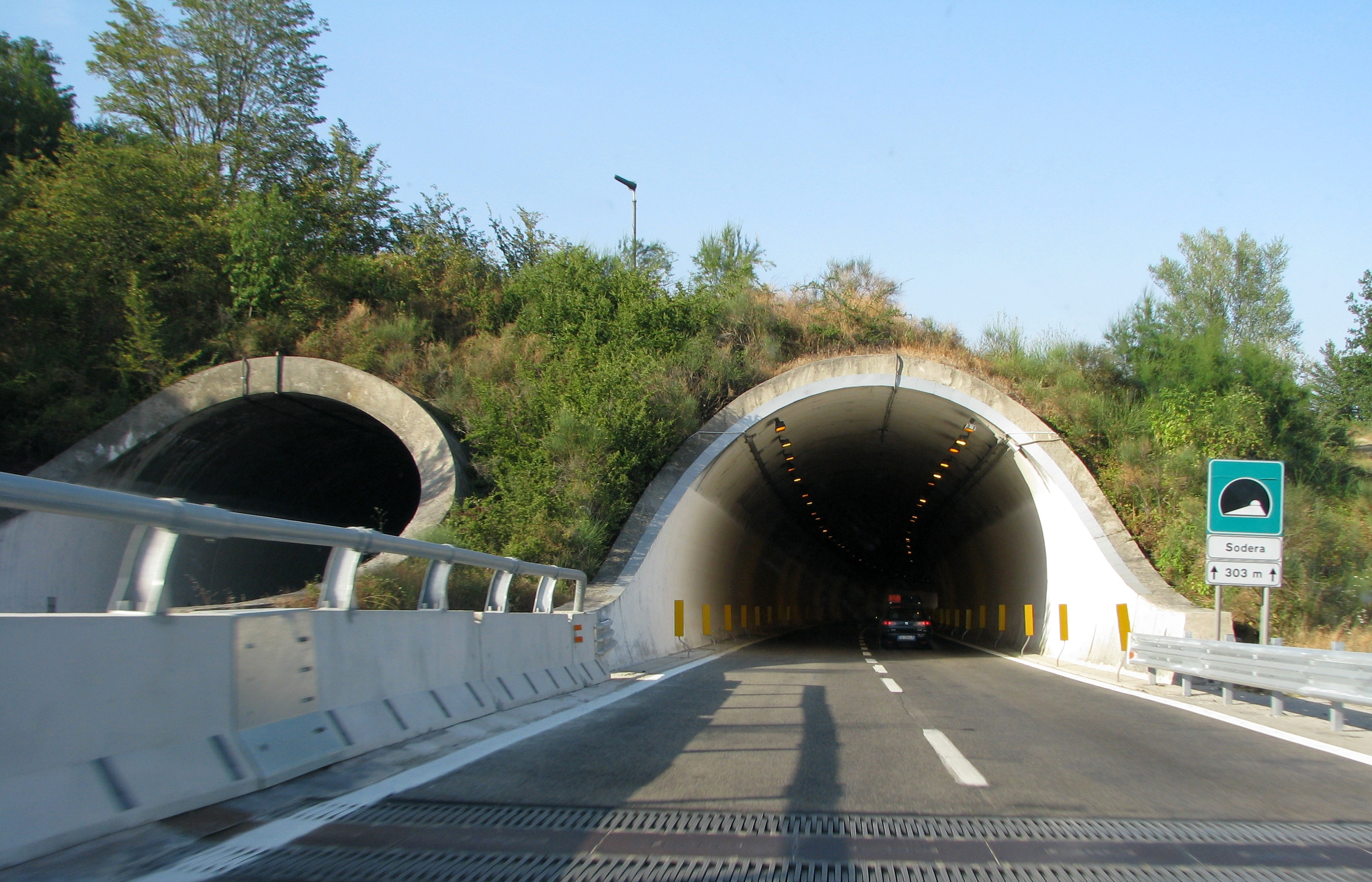
L'Autostrada A24 nei pressi di Colledara

### Strade
Autostrade:
- Autostrada Adriatica
- Strada dei Parchi

Raccordi autostradali:
- Ascoli-mare

Strade statali:
- Adriatica
- del Gran Sasso d'Italia
- Teramo-mare
- Piceno Aprutina
- della Valle del Vomano
- Vibrata
- di Atri

Diverse strade statali nel 2001 sono state cedute dall'ANAS alla provincia, assumendo una nuova denominazione di strada provinciale:
- di Campli (S.P. 262 di Campli)
- di Bisenti (S.P. 365 di Bisenti)
- di Isola del Gran Sasso (S.P. 491 di Isola del Gran Sasso)

La provincia è attraversata da nord e sud dall'autostrada A14, e da ovest ad est dalla A24, che collega Teramo con L'Aquila e Roma. La vallata centrale del Tordino è percorsa dalla superstrada Teramo-mare, che collega il capoluogo con Giulianova e svolge il ruolo di raccordo tra l'A24 e l'A14.
La maggior parte dei centri minori e delle frazioni sono raggiunti dalla rete di strade provinciali.

### Linee ferroviarie e porti
La ferrovia adriatica, che attraversa il litorale provinciale parallelamente alla statale adriatica, ha il suo principale scalo nella stazione di Giulianova, dove si dirama la ferrovia Teramo-Giulianova. Il porto di Giulianova è l'unico scalo portuale della provincia.

## Amministrazione

### Unioni di comuni
Nel territorio provinciale sono presenti tre unioni di comuni, l'unione dei comuni Città Territorio-Val Vibrata, l'unione dei comuni montani della Laga e l'unione dei comuni Colline del Medio Vomano.

## Comuni
| Comune                        | Popolazione (31-12-2022) | Superficie (km²) | Densità (ab/km²) | Altitudine (m s.l.m.) |
| ----------------------------- | ------------------------ | ---------------- | ---------------- | --------------------- |
| Teramo                        | 51 548                   | 152,84           | 337,27           | 265                   |
| Roseto degli Abruzzi          | 25 501                   | 53,27            | 478,71           | 5                     |
| Giulianova                    | 23 369                   | 28               | 834,61           | 68                    |
| Martinsicuro                  | 16 270                   | 14,66            | 1 109,82         | 2                     |
| Silvi                         | 15 361                   | 20,63            | 744,6            | 2                     |
| Pineto                        | 14 571                   | 38,11            | 382,34           | 4                     |
| Alba Adriatica                | 12 760                   | 9,6              | 1 329,17         | 5                     |
| Tortoreto                     | 11 788                   | 22,97            | 513,19           | 227                   |
| Atri                          | 9 996                    | 92,18            | 108,44           | 442                   |
| Sant'Egidio alla Vibrata      | 9 751                    | 18,36            | 531,1            | 239                   |
| Mosciano Sant'Angelo          | 9 072                    | 48,45            | 187,24           | 227                   |
| Montorio al Vomano            | 7 397                    | 53,62            | 138,08           | 262                   |
| Castellalto                   | 7 295                    | 34,18            | 213,43           | 492                   |
| Bellante                      | 6 849                    | 50,04            | 136,87           | 354                   |
| Campli                        | 6 560                    | 73,43            | 89,34            | 393                   |
| Notaresco                     | 6 337                    | 38,15            | 166,11           | 267                   |
| Nereto                        | 5 294                    | 7,01             | 755,21           | 163                   |
| Sant'Omero                    | 5 079                    | 34,2             | 148,51           | 209                   |
| Corropoli                     | 5 071                    | 22,11            | 229,35           | 120                   |
| Civitella del Tronto          | 4 590                    | 77,74            | 59,04            | 589                   |
| Isola del Gran Sasso d'Italia | 4 465                    | 84,05            | 53,12            | 415                   |
| Colonnella                    | 3 642                    | 21,63            | 168,38           | 303                   |
| Morro d'Oro                   | 3 547                    | 28,73            | 123,46           | 210                   |
| Torricella Sicura             | 2 440                    | 54,38            | 44,87            | 437                   |
| Basciano                      | 2 337                    | 18,85            | 123,98           | 388                   |
| Cellino Attanasio             | 2 224                    | 43,94            | 50,61            | 443                   |
| Controguerra                  | 2 192                    | 22,82            | 96,06            | 267                   |
| Colledara                     | 2 081                    | 18,01            | 115,55           | 430                   |
| Castiglione Messer Raimondo   | 2 030                    | 30,69            | 66,15            | 306                   |
| Ancarano                      | 1 824                    | 13,92            | 131,03           | 293                   |
| Canzano                       | 1 786                    | 16,74            | 106,69           | 448                   |
| Bisenti                       | 1 677                    | 30,88            | 54,31            | 274                   |
| Penna Sant'Andrea             | 1 645                    | 11,1             | 148,2            | 413                   |
| Torano Nuovo                  | 1 466                    | 10,22            | 143,44           | 237                   |
| Cermignano                    | 1 440                    | 26,36            | 54,63            | 563                   |
| Castilenti                    | 1 346                    | 23,79            | 56,58            | 272                   |
| Tossicia                      | 1 241                    | 27,14            | 45,73            | 409                   |
| Crognaleto                    | 1 094                    | 124,3            | 8,8              | 1 094                 |
| Castelli                      | 976                      | 49,68            | 19,65            | 497                   |
| Montefino                     | 944                      | 18,59            | 50,78            | 352                   |
| Valle Castellana              | 872                      | 131,76           | 6,62             | 625                   |
| Arsita                        | 733                      | 34,14            | 21,47            | 470                   |
| Cortino                       | 586                      | 62,95            | 9,31             | 982                   |
| Rocca Santa Maria             | 471                      | 61,8             | 7,62             | 1073                  |
| Castel Castagna               | 429                      | 18,16            | 23,62            | 452                   |
| Fano Adriano                  | 249                      | 35,77            | 6,96             | 750                   |
| Pietracamela                  | 218                      | 44,49            | 4,9              | 1 005                 |

### Ospedali
La sanità in provincia è gestita dalla Asl di Teramo, che dispone di 4 strutture ospedaliere; 
La provincia è storicamente 
sprovvista di strutture private per i servizi sanitari, infatti esistono solo strutture pubbliche; l'ospedale di Teramo è l'unico di primo livello, mentre gli altri sono ospedali di base:
- Ospedale "G. Mazzini" di Teramo.
- Ospedale civile Maria Santissima dello Splendore di Giulianova.
- Ospedale "Val Vibrata" di Sant'Omero.
- Ospedale "San Liberatore" di Atri.

## Sport
Le principali squadre di calcio del territorio sono il Pineto Calcio, militante in serie C dal 2023, e il Giulianova Calcio e il Teramo Calcio, entrambe con trascorsi pluridecennali nel calcio professionistico.
Nella Pallacanestro le squadre storiche della provincia sono la Pallacanestro Roseto, tra le prime ad essere state fondate nel panorama cestistico nazionale e con 6 partecipazioni al campionato di Serie A all'attivo, 2 Coppa Italia Lega Nazionale Pallacanestro e una partecipazione all'Eurocup, e il Teramo Basket, con 9 partecipazioni al campionato di Serie A, una partecipazione all'Eurocup, un titolo di campione d'Italia LNP e una finale di Coppa Italia LNP. Entrambe militano in Serie B 2022-2023. A seguire, la Pallacanestro Giulianova, che ha invece accumulato nella sua storia 8 partecipazioni al campionato di Serie B.
La Pallacanestro in carrozzina è rappresentata dalla Polisportiva Amicacci Abruzzo di Giulianova, militante in Serie A da 14 stagioni. Vanta due trofei internazionali (Coppa Vergauwen e Challenge Cup) e una Supercoppa italiana. È stata finalista della Brinkmann Cup, della Coppa Italia e per due volte dei play-off Scudetto.
Il pattinaggio artistico a rotelle provinciale è rappresentato da diverse campionesse del mondo, nella specialità dell'artistico come la giuliese Debora Sbei e la teramana Raffaella Del Vinaccio.
Le principali squadre di pallamano sono la squadra femminile HF Teramo, vincitrice di uno scudetto nel campionato 2011-2012 e militante in Serie A1 e la squadra maschile Teramo Handball, che partecipa alla Serie A2 2019-2020; l'Interamnia World Cup è un trofeo internazionale annuale di pallamano per club svolto a Teramo, evento che svolge il ruolo di coppa del mondo giovanile di pallamano under 21.